# Suchiate
De Suchiate is een rivier in Mexico en Guatemala.
De Suchiate ontspringt op de flanken van de vulkaan Tacaná en stroomt vanaf daar zuidwaarts. Het grootste deel van haar loop vormt zij de grens tussen Mexico en Guatemala. Haar monding in de Grote Oceaan is zowel het zuidelijkste punt van Mexico als het westelijkste punt van Guatemala. Plaatsen aan de oevers van de Suchiate zijn El Carmen, Ciudad Tecún Umán en Ayutla aan Guatemalteekse zijde en Unión Juárez, Ciudad Hidalgo aan Mexicaanse zijde. Aan Mexicaanse zijde liggen de ruïnes van de Mayastad Izapa.
De Suchiate heeft het imago een niemandsland te zijn. Hoewel in 1882 Mexico en Guatemala overeenkwamen dat de rivier de grens tussen beide landen zou vormen, heeft de rivier wegens overstromingen regelmatig haar loop verlegd, wat af en toe tot diplomatieke problemen leidt in de grensstreek. In 1962 stuurde Miguel Ydigoras, president van Guatemala, vliegtuigen boven Mexicaans grondgebied en liet Mexicaanse vissersboten in de Grote Oceaan beschieten naar aanleiding van een geschil over de loop van de maritieme grens voorbij de monding van de Suchiate en in 2005 beschuldigden lokale Mexicaanse politici Guatemala ervan de overstromingen na de orkaan Stan te misbruiken door de grens te verleggen.
De Suchiate is ook bekend als een van de belangrijkste oversteekpunten van illegale migranten uit Centraal-Amerika, en heeft voor Centraal-Amerikanen een status die vergelijkbaar is met de Rio Grande in Mexico.